# Majevtika
Majevtika ali babiška metoda je Sokratova metoda razgovora.
Sokratovi dialogi, kot jih je zapisal Platon, imajo poleg teoretske tudi pedagoško razsežnost. Sokrat filozofira z ozirom na svojega sogovornika, na njegovo vzgojo (gr. paidea) ter na njegovo (so)udeležbo na resnici. Preko dialoga Sokrat privede mnenje (gr. doxa) svojega sogovornika v aporijo (zagato, zadrego, v spoznanje, da je stališče nevzdržno). Prav pedagoškost Platonovih dialogov je v mnogih raziskovalcih vzbudila prepričanje, da so dialogi zgolj eksoterični (za širši krog, zunanji) del njegovega nauka.